# 마쓰사카시
마쓰사카시(일본어: 松阪市)는 일본 미에현 중부에 있고 이세만과 접하는 시이다. 마쓰사카규로 유명한 도시이며 기후는 비교적 온난하다.
에도 시대에는 이세 상인을 배출한 상업 마을이며 현재도 기세이 본선, 긴테쓰 오사카선, 야마다선 연선을 배후지로 하는 미에현의 경제 거점 중 하나이다. 에도 시대에는 기슈번령이었다.

## 지리
미에현 중부에 있고 이세만과 접하며 나라현과의 경계까지 이어진 광대한 시역을 가지고 있어 쓰시에 이어 현내에서 두 번째로 면적이 넓다. 남서부에는 산지가 있고 북동부에는 이세평야가 펼쳐져 있다.

### 인접한 자치체
- 미에현
  - 쓰시
  - 다키군 메이와정, 다키정, 오다이정

- 나라현
  - 요시노군 히가시요시노촌, 가와카미촌
  - 우다군 미쓰에촌

## 역사
1588년에 가모 우지사토가 마쓰사카성을 축성하면서 마을이 세워졌다.
- 1889년 - 정촌제 시행과 함께 마쓰사카정이 탄생하였다.
- 1933년 2월 1일 - 시로 승격해 마쓰사카시가 되었다.
- 2005년 10월 1일 - 이치시군 미쿠모정, 우레시노정과 리난군 리난정, 리타카정을 편입하여 새로운 마쓰사카시가 성립하였다.

## 교통

### 철도
- 도카이 여객철도
  - 기세이 본선
    - (← 쓰시 다카차야역) - 롯켄역 - 마쓰사카역 - 도쿠와역 - (다키정 다키역 →)

  - 메이쇼선
    - 마쓰사카역 - 가미노쇼역 - 곤겐마에역 - (쓰시 이세하타역 →)

- 긴키 닛폰 철도
  - 오사카선
    - (← 쓰시 가와이타카오카역) - 이세나카가와역

  - 나고야선
    - 이세나카가와역 - (쓰시 모모조노역 →)

  - 야마다선
    - 이세나카가와역 - 이세나카하라역 - 마쓰가사키역 - 마쓰사카역 - 히가시마쓰사카역 - 구시다역 - 고이시로역 - (메이와정 사이쿠역 →)

### 도로
- 이세 자동차도(일본어판)
- 국도 23호선
- 국도 42호선
- 국도 제166호선 (일본)(일본어판)
- 국도 제368호선 (일본)(일본어판)
- 국도 제422호선 (일본)(일본어판)

## 인구
| 연도 | 인구    | ±%     |
| ---- | ------- | ------ |
| 1950 | 147,054 | —      |
| 1960 | 141,245 | −4.0%  |
| 1970 | 139,161 | −1.5%  |
| 1980 | 153,185 | +10.1% |
| 1990 | 159,625 | +4.2%  |
| 2000 | 164,504 | +3.1%  |
| 2010 | 168,146 | +2.2%  |

## 기후
| 마쓰사카시 가유미의 기후                                     | 마쓰사카시 가유미의 기후 | 마쓰사카시 가유미의 기후 | 마쓰사카시 가유미의 기후 | 마쓰사카시 가유미의 기후 | 마쓰사카시 가유미의 기후 | 마쓰사카시 가유미의 기후 | 마쓰사카시 가유미의 기후 | 마쓰사카시 가유미의 기후 | 마쓰사카시 가유미의 기후 | 마쓰사카시 가유미의 기후 | 마쓰사카시 가유미의 기후 | 마쓰사카시 가유미의 기후 | 마쓰사카시 가유미의 기후 |
| 월                                                           | 1월                      | 2월                      | 3월                      | 4월                      | 5월                      | 6월                      | 7월                      | 8월                      | 9월                      | 10월                     | 11월                     | 12월                     | 연간                     |
| ------------------------------------------------------------ | ------------------------ | ------------------------ | ------------------------ | ------------------------ | ------------------------ | ------------------------ | ------------------------ | ------------------------ | ------------------------ | ------------------------ | ------------------------ | ------------------------ | ------------------------ |
| 역대 최고 기온 °C (°F)                                       | 19.4 (66.9)              | 22.7 (72.9)              | 26.5 (79.7)              | 31.4 (88.5)              | 33.7 (92.7)              | 36.1 (97.0)              | 38.5 (101.3)             | 38.9 (102.0)             | 37.3 (99.1)              | 31.3 (88.3)              | 27.3 (81.1)              | 24.8 (76.6)              | 38.9 (102.0)             |
| 일평균 최고 기온 °C (°F)                                     | 9.4 (48.9)               | 10.4 (50.7)              | 14.1 (57.4)              | 19.6 (67.3)              | 24.0 (75.2)              | 26.7 (80.1)              | 30.8 (87.4)              | 31.9 (89.4)              | 28.0 (82.4)              | 22.4 (72.3)              | 17.1 (62.8)              | 11.9 (53.4)              | 20.5 (68.9)              |
| 일일 평균 기온 °C (°F)                                       | 4.2 (39.6)               | 4.7 (40.5)               | 8.0 (46.4)               | 13.0 (55.4)              | 17.8 (64.0)              | 21.4 (70.5)              | 25.4 (77.7)              | 26.1 (79.0)              | 22.7 (72.9)              | 17.0 (62.6)              | 11.2 (52.2)              | 6.2 (43.2)               | 14.8 (58.7)              |
| 일평균 최저 기온 °C (°F)                                     | −0.5 (31.1)              | −0.3 (31.5)              | 2.3 (36.1)               | 6.8 (44.2)               | 12.2 (54.0)              | 17.1 (62.8)              | 21.3 (70.3)              | 21.9 (71.4)              | 18.6 (65.5)              | 12.4 (54.3)              | 6.0 (42.8)               | 1.2 (34.2)               | 9.9 (49.8)               |
| 역대 최저 기온 °C (°F)                                       | −7.2 (19.0)              | −6.9 (19.6)              | −5.8 (21.6)              | −3.0 (26.6)              | 2.1 (35.8)               | 7.2 (45.0)               | 13.8 (56.8)              | 13.6 (56.5)              | 8.8 (47.8)               | 1.0 (33.8)               | −3.0 (26.6)              | −6.1 (21.0)              | −7.2 (19.0)              |
| 평균 강수량 mm (인치)                                        | 56.1 (2.21)              | 63.0 (2.48)              | 115.5 (4.55)             | 143.3 (5.64)             | 188.4 (7.42)             | 231.3 (9.11)             | 247.0 (9.72)             | 272.3 (10.72)            | 400.7 (15.78)            | 255.4 (10.06)            | 95.9 (3.78)              | 61.6 (2.43)              | 2,157.8 (84.95)          |
| 평균 강수일수 (≥ 1.0 mm)                                     | 6.5                      | 7.3                      | 10.7                     | 10.0                     | 10.7                     | 13.7                     | 13.1                     | 11.4                     | 12.8                     | 10.7                     | 6.9                      | 6.7                      | 120.5                    |
| 평균 월간 일조시간                                           | 153.3                    | 139.1                    | 172.2                    | 182.8                    | 185.8                    | 124.5                    | 152.2                    | 184.6                    | 138.2                    | 144.2                    | 146.2                    | 151.8                    | 1,875                    |
| 출처: 일본 기상청 (평년값: 1991년~2020년, 극값: 1979년~현재) |                          |                          |                          |                          |                          |                          |                          |                          |                          |                          |                          |                          |                          |